# Nabi

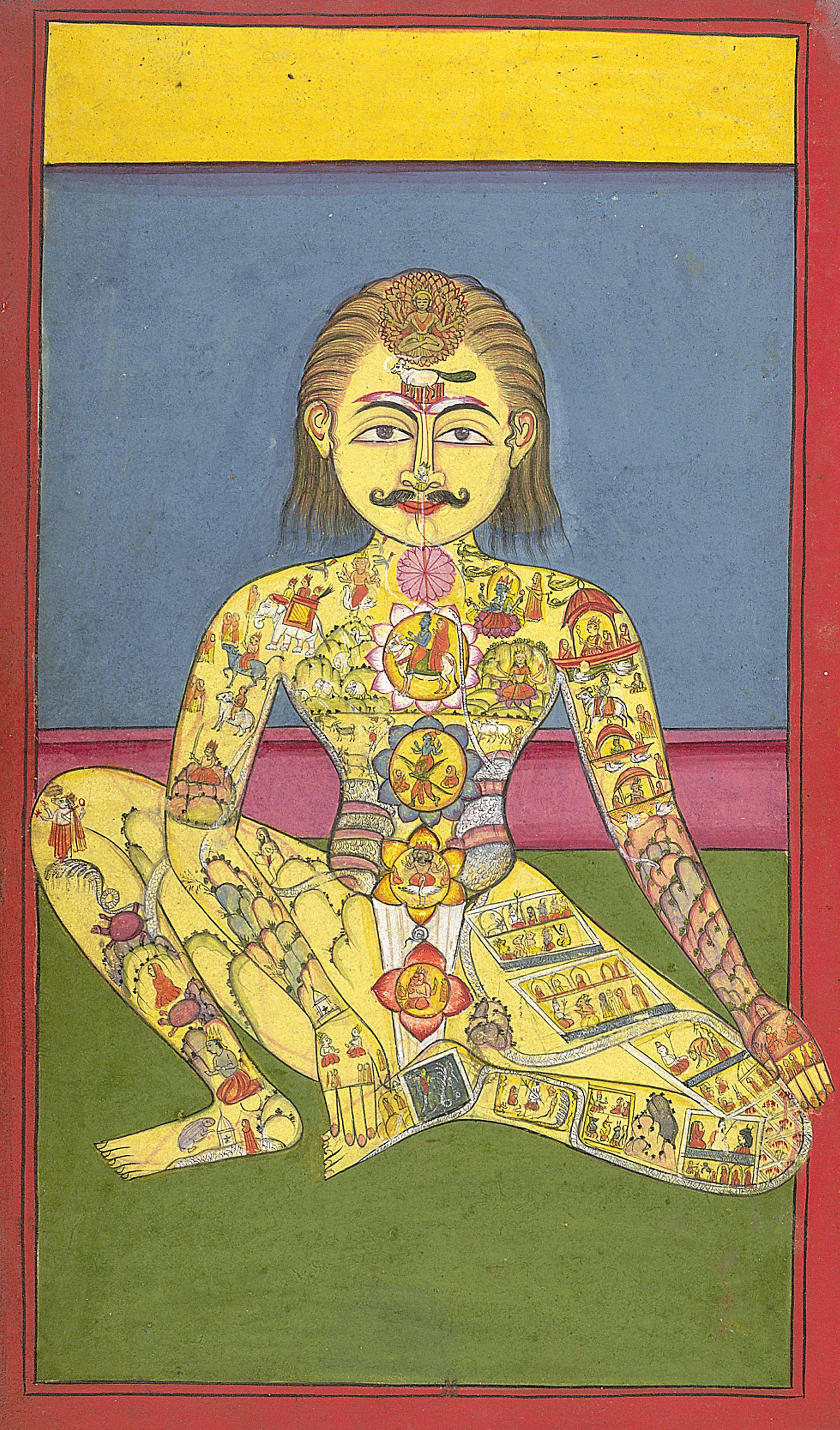
oude Tibetaanse kaart met de 7 Chakra's en de belangrijkste marmapunten

Nabi (Nabi-punt) is een marmapunt gelegen op de buik. Marmapunten worden in Oosterse filosofieën gebruikt bij massage, yoga, reflexologie en reiki. Men gelooft dat een marmapunt op een nadi ligt en zo een uitwerking kan hebben op een bepaald lichaamsdeel, proces of emotie
Nabi is gelegen drie vingerbreedten onder de navel. Dit punt heeft invloed op het Swadhisthana (sacraal chakra), ofwel de emoties.

## Overige marmapunten
Naar schatting zijn er 62.000 marmapunten in het lichaam. De belangrijkste 52 zijn: